# Theophil Lambacher
Theophil Lambacher (* 13. April 1899 in Stuttgart; † 14. Dezember 1981 ebenda) war ein deutscher Mathematiker, Pädagoge und Kultusbeamter. Bekanntheit erlangte er vor allem als Namensgeber und Mitherausgeber der seit mehr als 65 Jahren im Schulunterricht der deutschen und Schweizer Gymnasien verwendeten Lehrbuchreihe Lambacher Schweizer.
Lambacher wurde 1899 als Sohn eines Kaufmannes in Stuttgart geboren. Er legte 1918 am Dillmann-Gymnasium Stuttgart das Abitur ab, leistete kurzzeitig Kriegsdienst und studierte von 1918 bis 1922 in Stuttgart und Tübingen. 1923 legte er die 2. Prüfung für das höhere Lehramt ab und wurde 1930 in Tübingen bei Karl Komerell und Konrad Knopp promoviert. Zwischenzeitlich hatte er von 1925 bis 1927 als Lehrer an einer Privatschule gearbeitet, seit 1930 unterrichtete er in Stuttgart und später in Tübingen. Es wird vermutet, dass seine politisch-weltanschauliche Haltung seinen beruflichen Werdegang in der Zeit des Nationalsozialismus behinderte. Ein von ihm 1936 veröffentlichtes Näherungsverfahren für die Kreiszahl {\displaystyle \pi } wurde zeitweise auch in Lehrbüchern der gymnasialen Mittelstufe verwendet.
1946 war er Mitbegründer und dann Beisitzer der CDU-Ortsgruppe Tübingen, im Schwäbischen Tagblatt veröffentlichte er im April 1946 einen Artikel „Was wir Christlichen Demokraten wollen“. Er wechselte dann in die Kultusverwaltung, wurde 1947 Oberregierungsrat, 1948 Regierungsdirektor und 1949 Ministerialrat im Kultusministerium. Von 1952 bis 1957 war er der erste Präsident des Oberschulamtes Südwürttemberg-Hohenzollern und war dabei an der Schaffung eines einheitlichen Schulwesens im neugegründeten Bundesland Baden-Württemberg beteiligt. In dieser Zeit war er auch Schriftleiter für Mathematik der vom Verein zur Förderung des mathematischen und naturwissenschaftlichen Unterrichts herausgegebenen Zeitschrift Der mathematische und naturwissenschaftliche Unterricht und veröffentlichte dort zahlreiche eigene Arbeiten. Danach leitete er bis zu seiner vorzeitigen Pensionierung 1959 die Grundsatzabteilung im Kultusministerium.